# 朗纳尔之子的传说故事

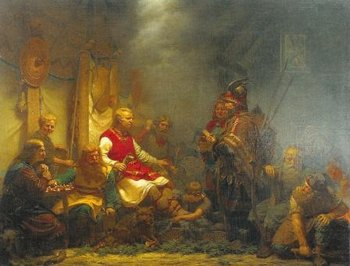
诺森布里亚国王埃拉的信使与朗纳尔的儿子们会面；1857年，August Malmström绘

朗纳尔之子的传说故事（古诺斯语：Ragnarssona þáttr）是一个古诺斯语传说，主要讲述古代维京英雄朗納爾·洛德布羅克和他的儿子们的故事。